# Нашуа
 Тази статия е за града в Съединените щати.  За реката вижте Нашуа (река).  
Нашуа е град в окръг Хилсбъроу, Ню Хампшър, САЩ. По време на преброяването на населението през 2000 г. градът има 86 605 жители, което го прави втория по-големина град в щата след Манчестър с население от 107 219 души. Изчисляването на популацията през 2007 г. показва, че Нашуа е с население от 87 150 граждани. Градът получава два пъти названието „Най-доброто място за живеене в Америка“ в годишните проучвания на списанието Money. Нашуа е единственият град получавал тази титла два пъти - през 1987 г. и през 1997 г. През лятото на 2006 г. той заема едва 87 позиция в същата класация, а през 2007 г. печатното издание Morgan Quitno поставя Нашуа на 27 най-безопасно място в страната.
- Разположение на Нашуа в окръг Хилсбъроу вдясно, и съответното разположение на окръга на картата на щата Ню Хампшър вляво